# Reforma da política antidrogas

Gráfico construído com dados médicos publicados pela revista britânica The Lancet, relacionando o dano à saúde física e a dependência provocados por algumas drogas.

A reforma da política antidrogas é uma postura adotada na contemporaneidade por vários governos para relaxar as penas legais associadas ao consumo e tráfico de drogas ilícitas. O espectro da política abrange uma atitude mais cautelosa, de mera redução da severidade das penas, até a descriminalização de algumas ou todas as drogas.